# Fortune 500
Fortune 500 est le classement des 500 premières entreprises américaines, classées selon l'importance de leur chiffre d'affaires. Réalisée initialement en 1955, cette liste est publiée chaque année par le magazine Fortune. 
Pour le classement à l'échelle mondiale voir Fortune Global 500.

## Classements

### 2021
En 2021, les dix premiers de la liste Fortune 500 sont :
| Rang | Entreprise         | Chiffre d'affaires (en milliards de $) | Profit (en milliards de $) | Siège social               | Secteur                     |
| ---- | ------------------ | -------------------------------------- | -------------------------- | -------------------------- | --------------------------- |
| 1    | Walmart            | 559,2                                  | 13,5                       | Bentonville, Arkansas      | Distribution                |
| 2    | Amazon             | 386,1                                  | 21,3                       | Seattle, Washington        | Commerce en ligne           |
| 3    | Apple              | 274,5                                  | 57,4                       | Cupertino, Californie      | Électronique                |
| 4    | CVS Health         | 268,7                                  | 7,2                        | Woonsocket, Rhode Island   | Pharmaceutique              |
| 5    | UnitedHealth       | 257,1                                  | 15,4                       | Minnetonka, Minnesota      | Santé et assurance          |
| 6    | Berkshire Hathaway | 245,5                                  | 42,5                       | Omaha, Nebraska            | Investissement et assurance |
| 7    | McKesson           | 231,1                                  | 0,9                        | Irving, Texas              | Pharmaceutique              |
| 8    | AmerisourceBergen  | 189,9                                  | -3,4                       | Chesterbrook, Pennsylvanie | Pharmaceutique              |
| 9    | Alphabet           | 182,5                                  | 40,3                       | Mountain View, Californie  | Internet                    |
| 10   | ExxonMobil         | 181,5                                  | -22,4                      | Irving, Texas              | Pétrole                     |

### 2014
En 2014, les dix premiers de la liste Fortune 500 sont :
| Rang | Entreprise         | Chiffre d'affaires (en milliards de $) | Profit (en milliards de $) | Siège social              | Secteur        |
| ---- | ------------------ | -------------------------------------- | -------------------------- | ------------------------- | -------------- |
| 1    | WalMart            | 485,7                                  | 16,4                       | Bentonville, Arkansas     | Distribution   |
| 2    | Exxon Mobil        | 376,2                                  | 32,5                       | Irving, Texas             | Pétrole        |
| 3    | Apple              | 199,4                                  | 44,5                       | Cupertino, Californie     | Electronique   |
| 4    | Berkshire Hathaway | 194,7                                  | 19,2                       | Omaha, Nebraska           | Investissement |
| 5    | Chevron            | 191,8                                  | 19,2                       | San Ramon, Californie     | Pétrole        |
| 6    | McKesson           | 174                                    | 1,7                        | San Francisco, Californie | Pharmaceutique |
| 7    | General Motors     | 155,9                                  | 3,9                        | Detroit, Michigan         | Automobile     |
| 8    | Phillips 66        | 149,8                                  | 4,8                        | Houston, Texas            | Energie        |
| 9    | General Electric   | 148,5                                  | 15,2                       | Fairfield, Connecticut    | Conglomérat    |
| 10   | Ford               | 144,1                                  | 3,2                        | Dearborn, Michigan        | Automobile     |

### 2013
En 2013 le classement est le suivant :
1. Wal-Mart Stores, Inc.
2. Exxon Mobil Corporation
3. Chevron Corporation
4. Phillips 66
5. Berkshire Hathaway Inc.
6. Apple
7. General Motors Company
8. General Electric
9. Valero Energy Corporation
10. Ford

### 2012
En 2012 le classement est le suivant :
1. Exxon Mobil Corporation
2. Wal-Mart Stores, Inc.
3. Chevron Corporation
4. ConocoPhillips
5. General Motors Company
6. General Electric
7. Berkshire Hathaway Inc.
8. Fannie Mae
9. Ford
10. Hewlett-Packard

### 2011
En 2011 le classement est le suivant :
1. Wal-Mart Stores, Inc.
2. Exxon Mobil Corporation
3. Chevron Corporation
4. ConocoPhillips
5. Fannie Mae
6. General Electric
7. Berkshire Hathaway Inc.
8. General Motors Corporation
9. Bank of America Corporation
10. Ford

### 2010
En 2010, les dix premiers de la liste Fortune 500 sont :
| Rang | Nom                   | Siège social | Chiffre d'affaires (Mio. $) | Bénéfice (Mio. $) | Employés  | Branche                   | Directeur             | Evolution CA 2008 |
| 1.   | Walmart               | Bentonville  | 408 214,0                   | 14 335,0          | 2 100 000 | Commerce de détail        | Michael T. Duke       | (+1)              |
| 2.   | ExxonMobil            | Irving       | 284 650,0                   | 19 280,0          | 102 700   | Pétrole                   | Rex Tillerson         | (-1)              |
| 3.   | Chevron               | San Ramon    | 163 527,0                   | 10 483,0          | 64 132    | Pétrole                   | John S. Watson        |                   |
| 4.   | General Electric      | Fairfield    | 156 779,0                   | 11 025,0          | 304 000   | Société mixte             | Jeffrey R. Immelt     | (+1)              |
| 5.   | Bank of America Corp. | Charlotte    | 150 450,0                   | 6 276,0           | 283 717   | Banque                    | Brian T. Moynihan     | (+6)              |
| 6.   | ConocoPhillips        | Houston      | 139 515,0                   | 4 848,0           | 30 000    | Pétrole                   | James Mulva           | (-2)              |
| 7.   | AT&T                  | Dallas       | 123 018,0                   | 12 535,0          | 282 720   | Télécommunications        | Randall L. Stephenson | (+1)              |
| 8.   | Ford                  | Dearborn     | 118 308,0                   | 2 717,0           | 198 000   | Automobile                | Alan R. Mulally       | (-1)              |
| 9.   | JPMorgan Chase        | New York     | 115 632,0                   | 11 728,0          | 222 316   | Banque                    | James Dimon           | (+7)              |
| 10.  | Hewlett-Packard       | New York     | 114 552,0                   | 7 660,0           | 304 000   | Informatique/electronique | Mark V. Hurd          | (-1)              |

### 2009
En 2009, les dix premiers de la liste Fortune 500 sont:
| Rang | Nom              | Siège social | Chiffre d'affaires (Mio. $) | Bénéfice (Mio. $) | Employés  | Branche            | Directeur             | Evolution CA 2007 |
| 1.   | ExxonMobil       | Irving       | 442 851,0                   | 45 220,0          | 104 700   | Pétrole            | Rex Tillerson         | (+1)              |
| 2.   | Walmart          | Bentonville  | 405 607,0                   | 13 400,0          | 2 100 000 | Commerce de détail | Michael T. Duke       | (-1)              |
| 3.   | Chevron          | San Ramon    | 263 159,0                   | 23 931,0          | 66 716    | Pétrole            | David O'Reilly        |                   |
| 4.   | ConocoPhillips   | Houston      | 230 764,0                   | -16 998,0         | 33 800    | Pétrole            | James Mulva           | (+1)              |
| 5.   | General Electric | Fairfield    | 183 207,0                   | 17 410,0          | 323 000   | Société mixte      | Jeffrey R. Immelt     | (+1)              |
| 6.   | General Motors   | Détroit      | 148 979,0                   | -30 860,0         | 243 000   | Automobile         | Frederick Henderson   | (-2)              |
| 7.   | Ford             | Dearborn     | 146 277,0                   | -14 672,0         | 213 000   | Automobile         | Alan R. Mulally       |                   |
| 8.   | AT&T             | Dallas       | 124 028,0                   | 18 867,0          | 302 660   | Telecommunications | Randall L. Stephenson | (+2)              |
| 9.   | Hewlett-Packard  | Palo Alto    | 118 364,0                   | 8329,0            | 321 000   | Informatique       | Mark V. Hurd          | (+5)              |
| 10.  | Valero Energy    | San Antonio  | 118 298,0                   | -1 131,0          | 21 765    | Petrole & Gaz      | William R. Klesse     | (+6)              |

### 2008
| Rang | Nom              | Siège social | Chiffre d'affaires (Mio. $) | Bénéfice (Mio. $) | Employés  | Branche            | Directeur             | Evolution CA 2006 |
| 1.   | Walmart          | Bentonville  | 378 799,0                   | 12 731,0          | 2 055 000 | Commerce de détail | Lee Scott             |                   |
| 2.   | ExxonMobil       | Irving       | 372 824,0                   | 40 610,0          | 107 100   | Pétrole            | Rex Tillerson         |                   |
| 3.   | Chevron          | San Ramon    | 210 783,0                   | 18 688,0          | 65 035    | Pétrole            | David O'Reilly        | (+1)              |
| 4.   | General Motors   | Détroit      | 182 347,0                   | -38 732,0         | 266 000   | Automobile         | Rick Wagoner          | (-1)              |
| 5.   | ConocoPhillips   | Houston      | 178 558,0                   | 11 891,0          | 32 600    | Pétrole            | James Mulva           |                   |
| 6.   | General Electric | Fairfield    | 176 656,0                   | 22 208,0          | 327 000   | Société mixte      | Jeffrey R. Immelt     |                   |
| 7.   | Ford             | Dearborn     | 172 468,0                   | -2 723,0          | 246 000   | Automobile         | Alan R. Mulally       |                   |
| 8.   | Citigroup        | New York     | 159 229,0                   | 3 617,0           | 380 500   | Banque             | Vikram S. Pandit      |                   |
| 9.   | Bank of America  | Charlotte    | 119 190,0                   | 14 982,0          | 209 718   | Banque             | Kenneth D. Lewis      |                   |
| 10.  | AT&T             | San Antonio  | 118 928,0                   | 11 951,0          | 309 050   | Telecommunications | Randall L. Stephenson | (+17)             |